# Mexicaanse bosnimf
De Mexicaanse bosnimf (Eupherusa ridgwayi synoniem: Thalurania ridgwayi) is een vogel uit de familie Trochilidae en de geslachtengroep Trochilini (briljantkolibries). De vogel werd in 1900 geldig beschreven door Edward William Nelson en vernoemd naar Robert Ridgway. Het is een kwetsbare, endemische soort kolibrie in Mexico.

## Kenmerken
De vogel is 10 cm lang. Het is een middelgrote kolibrie, overwegend groen van kleur met zwarte vleugels. Het mannetje heeft glanzend blauwe veren voor op de kop en blauwachtig groen glanzende veren achter op de kop. De keel is glanzend smaragdkleurig en de staart is blauwzwart en licht gevorkt. Het vrouwtje is doffer gekleurd en grijs van onder.

## Verspreiding en leefgebied
Deze soort is endemisch in West-Mexico in de deelstaten Nayarit, Jalisco en Colima. De vogel komt voor in loofbos en schaduwrijke koffieplantages in heuvelland op 250 tot 1200 m boven zeeniveau.

## Status
De Mexicaanse bosnimf heeft een beperkt verspreidingsgebied en daardoor is de kans op uitsterven aanwezig. De grootte van de populatie werd in 2016 door BirdLife International geschat op 6 tot 15-duizend individuen en de populatie-aantallen nemen af. Het leefgebied wordt waarschijnlijk aangetast door ontbossing, hoewel niet geheel duidelijk is wat de habitateisen van de vogel zijn. Om deze redenen staat deze soort als kwetsbaar op de Rode Lijst van de IUCN.